# Chitanana River
Der Chitanana River ist ein etwa 230 Kilometer langer linker Nebenfluss des Tanana Rivers im Interior des US-Bundesstaats Alaska.

## Verlauf
Er entspringt in den Chitanatala Mountains und fließt nordostwärts bis zur Mündung in den Tanana River, 43 Kilometer südwestlich von Manley Hot Springs. Der Chitanana River gehört zum Flusssystem des Yukon River.

## Name
Der Name geht zurück auf die 1899 von Lieutenant J. S. Herron dokumentierte Bezeichnung der Tanana, einem Volk der Ureinwohner Alaskas, für den Fluss.